# Dienstlehen
Als Dienstlehen wird das Lehen eines Ministerialen bezeichnet und in der Geschichtswissenschaft vom „echten“ Lehen (Mannlehen) unterschieden.  Während sich beim „echten Lehen“ der freie Lehensnehmer aus freien Stücken an seinen Lehensgeber bindet, wird im Gegensatz dazu das Dienstlehen dem bereits durch Geburt dienstverpflichteten (d. h. Unfreien) als Lehen übergeben. Die tatsächliche rechtliche Ausgestaltung der Dienstlehen und ihre Unterscheidung im Einzelnen von dem „echten Lehen“ sind in der geschichtswissenschaftlichen Debatte umstritten.